# Campionati europei di beach volley 2019
Il Campionato europeo di beach volley 2019 si è svolto dal 5 all'11 agosto 2019 a Mosca in Russia.

## Podi

### Uomini
| Evento                     | Oro                                 | Argento                                  | Bronzo                                  |
| Torneo maschile (dettagli) | Norvegia Anders Mol Christian Sørum | Russia Konstantin Semionov Ilia Leshukov | Austria Martin Ermacora Moritz Pristauz |

### Donne
| Evento                      | Oro                                          | Argento                                   | Bronzo                                  |
| Torneo femminile (dettagli) | Lettonia Tīna Graudiņa Anastasija Kravčenoka | Polonia Kinga Wojtasik Katarzyna Kociołek | Spagna Liliana Fernández Elsa Baquerizo |

## Medagliere
| Posizione | Nazione  | Oro | Argento | Bronzo | Totale |
| --------- | -------- | --- | ------- | ------ | ------ |
| 1         | Lettonia | 1   | 0       | 0      | 1      |
| 1         | Norvegia | 1   | 0       | 0      | 1      |
| 3         | Polonia  | 0   | 1       | 0      | 1      |
| 3         | Russia   | 0   | 1       | 0      | 1      |
| 5         | Austria  | 0   | 0       | 1      | 1      |
| 5         | Spagna   | 0   | 0       | 1      | 1      |
| Totale    | Totale   | 2   | 2       | 2      | 6      |